# 倉敷市営球場
倉敷市営球場（くらしきしえいきゅうじょう）は、岡山県倉敷市の倉敷運動公園内にある野球場。

## 概要
1949年開場。施設は倉敷市が所有し、倉敷市スポーツ振興事業団が指定管理者として運営管理を行っている。高校野球、社会人野球などアマチュア野球公式戦が行われている他、かつてはプロ野球公式戦も開催されたことがある。
開場当時は収容人数:15,000、グラウンドは中堅:114m、両翼91mなど中国地方最大級の球場として脚光を浴びたが、老朽化のため1991年に全面改築を行った。ナイター設備とバックネット裏に屋根が新設され、スコアボードも磁気反転式に変わった。グラウンドと内野スタンドも拡張されたが、それまでコンクリートの階段であった内野席に座席を取り付け間隔を広げ、外野スタンドは縮小されたため1万人余の収容となった。

## 施設概要
- 両翼93m、中堅121m
- 収容人数：10,550人
  - 内野：8,350人（座席）
  - 外野：2,200人（芝生席）
- 内野スタンドに屋根あり
- スコアボード：LED電光掲示板方式(2014年改修、スコア表示と時計を除く)
- 照明設備：6基

## 出来事

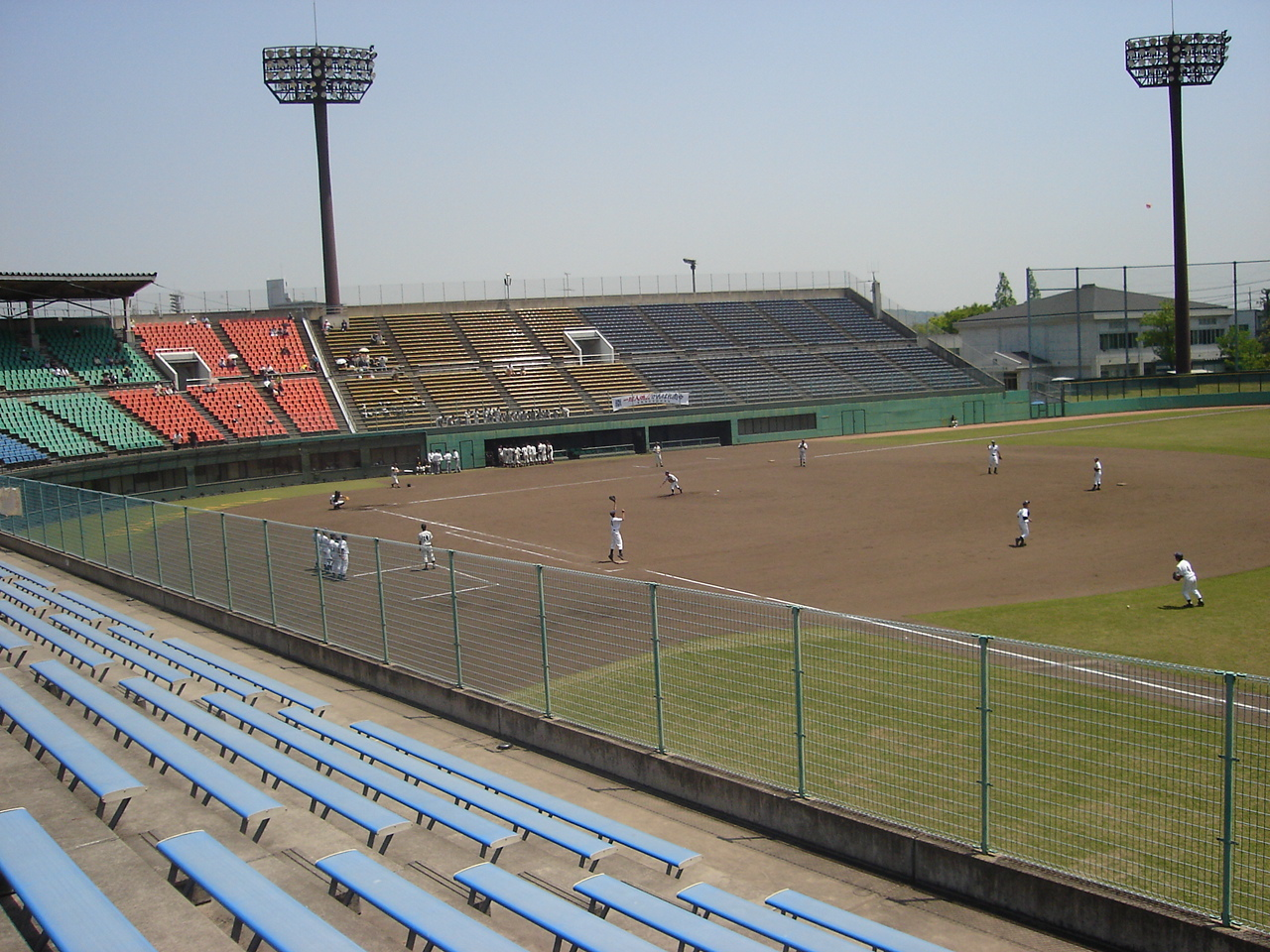
一塁側から

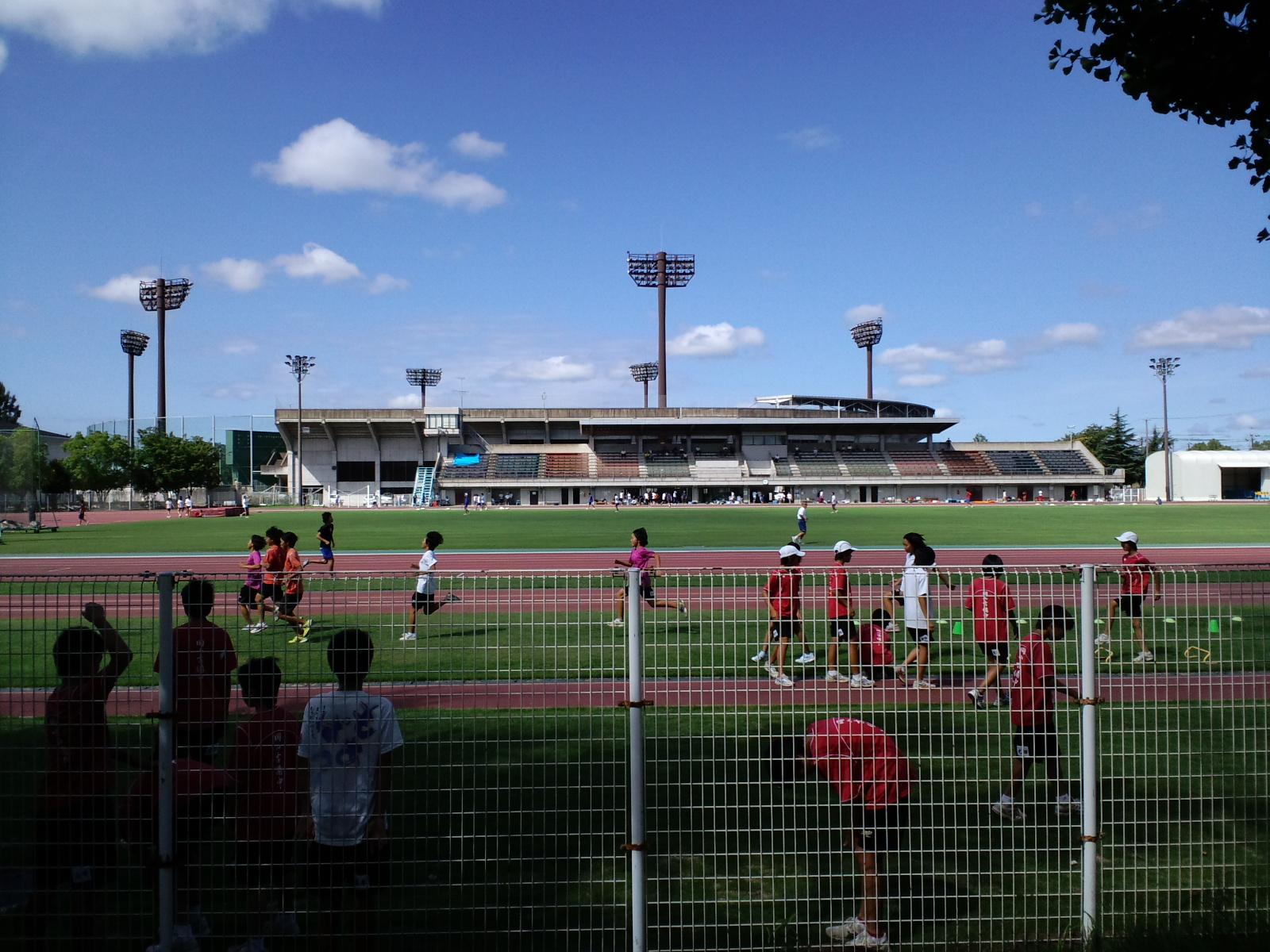
陸上競技場

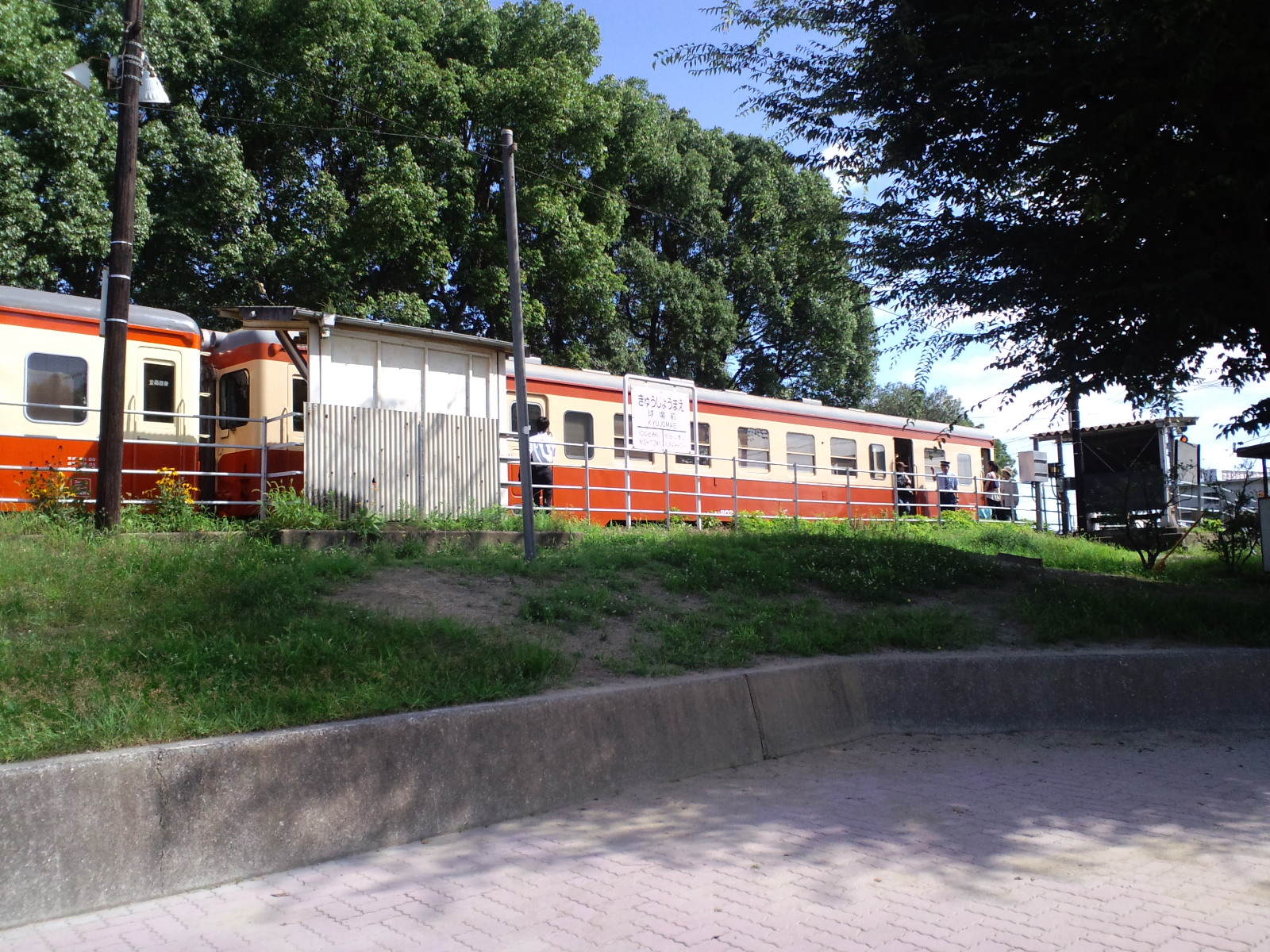
球場前駅

- 1949年（昭和24年） - 5月20日のこけら落しにプロ野球公式戦｢東急フライヤーズvs大阪タイガース｣が開かれた。当時、収容人数:15,000人であったにもかかわらず35,000人の観衆がつめかけ、外野フェンスのグラウンド側にも観客が座っていた。そのため、フェンス際の外野フライを観客が捕ってしまいホームランになってしまったことがあった。試合は3対1で東急の勝利。
- 1962年（昭和37年） - 岡山国体・高校野球競技の会場として使用された。
- 1981年（昭和56年） - メジャーリーグのカンザスシティ・ロイヤルズが来日した際、巨人・阪神連合軍との対戦会場として使用された。
- 1995年（平成 7年） - アトランタオリンピック・野球競技アジア予選の会場として使用された。
- 2006年（平成18年） - 夏の高校野球岡山予選がこの年は周辺住宅への騒音問題により使用されなかった（この年は代替球場として美咲町営野球場・エイコンスタジアムが割り当てられた）が、翌年からは再び使用されている。

## 運動公園内その他の施設
- 陸上競技場 - 日本陸上競技連盟2種公認。全天候型トラック 400m×8、天然芝ピッチ、ナイター設備を備える。スタンドは3000人収容。
- ウェイトリフティング場
- 軟式野球場
- テニスコート
- 武道館
- 弓道場
- 子供用プール

## 交通
- 水島臨海鉄道水島本線 球場前駅から徒歩3分。